# Куропатвиньский, Лех
Лех Куропатвиньский (пол. Lech Kuropatwiński, 4 июля 1947, Гродно, Барухово — 20 декабря 2022, Быдгощ) — польский политический деятель, депутат Сейма (2001—2007), предприниматель, фермер, чиновник местного самоуправления, профсоюзный активист, председатель сельскохозяйственного профсоюза «Самооборона» (2011—2022) и партии «Самооборона» (2012—2022).

## Биография
Среднюю профессиональную школу окончил в Ковале (1978). В 1969—1989 годах был заведующим фермой Кооператива сельскохозяйственных кружков в Ковале. Затем до 2000 года занимался бизнесом, был владельцем мясной лавки, фермой и несколькими гектарами земли в Стшалах. Активно работал в добровольной пожарной дружине, был членом районного самоуправления и председателем муниципального правления добровольной пожарной дружины.
С 2007 по 2008 год работал в региональном отделении Агентства сельскохозяйственной собственности. В 2008 году он стал членом Провинциального совета по трудоустройству в Торуни. Был председателем совета фонда «Шанс для сообществ». Назначен в Совет социального страхования фермеров.
С 1970 по 1989 год он был членом Польской объединенной рабочей партии. С 1976 по 1998 год он был членом национального совета коммуны, а затем в совете коммуны Коваль. В 1985—1989 годах он также был членом Провинциального национального совета во Влоцлавеке. В 1997 году вступил в сельскохозяйственный профсоюз «Самооборона» и партию Самооборона Польши. Он присоединился к его национальному совету и стал заместителем председателя провинциального совета.
На выборах в Сейм в 2001 году получил депутатский мандат в Сейм 4-го созыва в качестве кандидата от этой группы (уже действовавшей как Самооборона Республики Польша) от Торуньского избирательного округа (получил 2840 голосов). Работал в Комитете по охране окружающей среды, природных ресурсов и лесного хозяйства и в Комитете по социальной политике и семье.
В 2004 году окружной суд во Влоцлавеке приговорил его к году лишения свободы условно с отсрочкой исполнения приговора на трёхлетний испытательный срок и 5000 штрафов. Штраф в злотых за подделку подписей в платежной ведомости примерно дюжины бывших сотрудников его обанкротившейся мясной лавки. Этот приговор был оставлен в силе в июле 2005 года окружным судом во Влоцлавеке после того, как апелляция его защиты была отклонена.
На выборах 2005 года, набрав 6 115 голосов, он во второй раз стал депутатом. Он был членом комитета по сельскому хозяйству и развитию села. На внеочередных парламентских выборах 2007 году безуспешно баллотировался на переизбрание (набрал 2858 голосов). В апреле 2006 года он стал председателем Куявско-Поморской Самообороны Республики Польша, а в декабре 2007 года стал членом президиума партии.
На выборах в органы местного самоуправления в 2010 году безуспешно баллотировался на пост мэра гмины Коваль (получил 5,99 % голосов) и в Влоцлавекский повятский совет по списку партии Анджея Леппера «Наш дом Польша — Самооборона». Затем он присоединился к этой группировке, а в мае 2011 года стал членом ее национального совета. На парламентских выборах 2011 г. неудачно баллотировался в Сейм с 1-го места по списку Польской рабочей партии — август 1980 года, набрав 565 голосов (баллотировался по соглашению между Самооборонной РП и этой партией).
В октябре 2011 года стал председателем профсоюза «Самооборона», а в марте 2012 года заместителем председателя партии «Самоброна». В августе того же года он занял пост председателя партии до избрания нового руководства (после отставки Анджея Прохоня). На съезде 4 ноября 2012 года избран председателем партии. Он руководил профсоюзом и группой до своей кончины в 2022 году.
В 2014 году он баллотировался в депутаты Сеймик Куявско-Поморского воеводства, а в 2015 году возглавлял список Самообороны на выборах в Сейм. В 2018 году как представитель «Самообороны» баллотировался на переизбрание в Сеймик от группы «Вольные и Солидарные» в союзе с Корнелем Моравецким (места не получил). В декабре 2020 года он был назначен в Совет по сельскому хозяйству и сельским районам, созданный президентом Анджеем Дудой.
Лех Куропатвиньский был женат и имел четверых детей.
Лех Куропатвинский скончался после продолжительной болезни во вторник, 20 декабря, в больнице Быдгоща, по неофициальной версии недавно он перенёс операцию. Похороны Леха Куропатвинского прошли в Ковале 27 декабря. Отпевание в церкви Св. Уршула на ул. Казимир Великий.
Похоронен на приходском кладбище в Ковале.